# Thomas Röhler

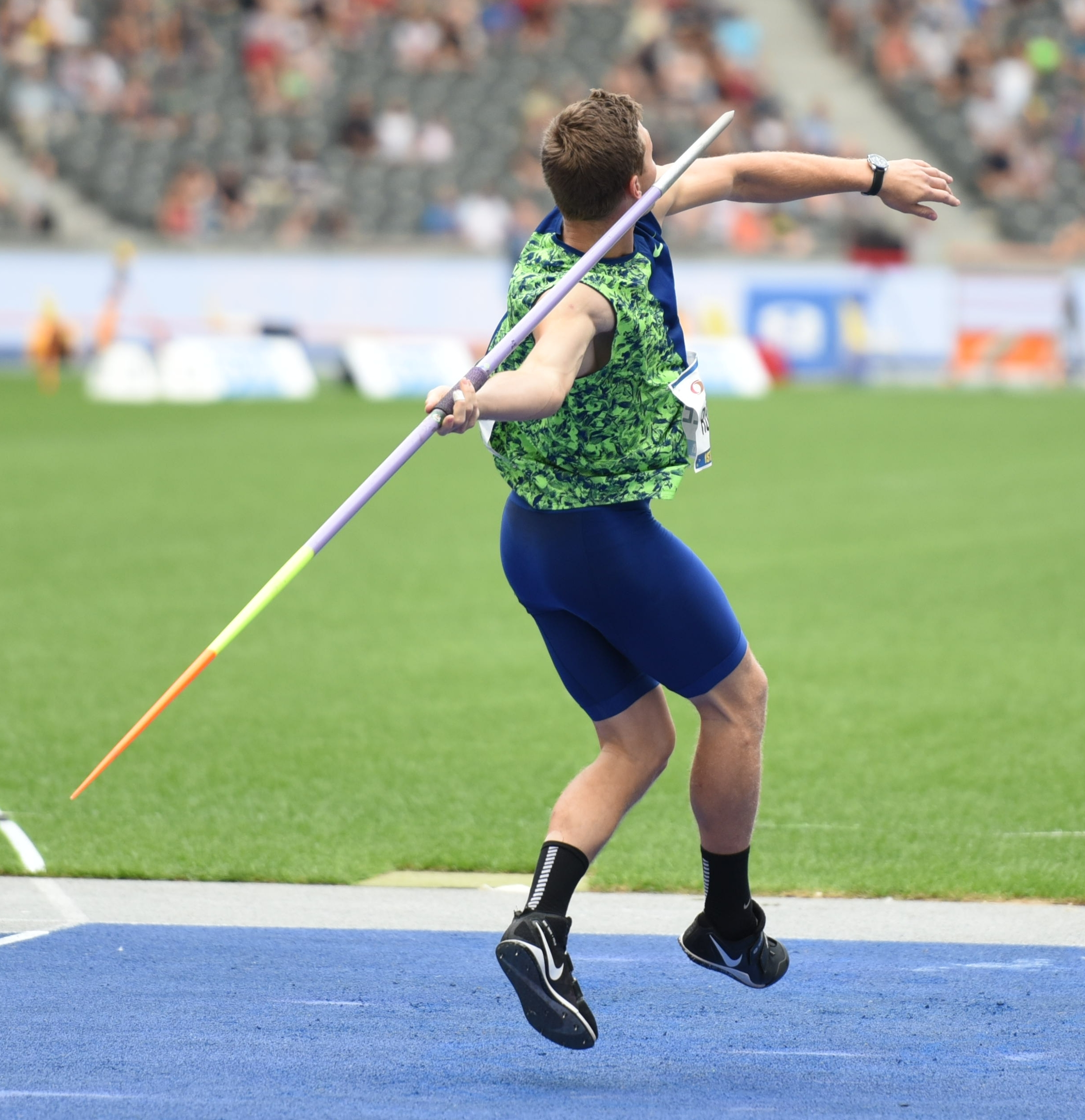
Röhler, 2019

Thomas Röhler (Jena, 30 september 1991) is een Duitse atleet, die is gespecialiseerd in het speerwerpen. Hij werd olympisch kampioen, Europees kampioen en meervoudig Duits kampioen in deze discipline.

## Biografie

### Successen als junior en neo-senior
Röhler studeerde aan de Friedrich-Schiller-universiteit en de Johann Chr. Fr. Guts Muths Sports-Highschool, beide in zijn geboorteplaats Jena. Sinds 1998 doet hij aan atletiek. Zijn internationale doorbraak beleefde hij in 2010 bij de wereldkampioenschappen voor junioren in de Canadese stad Moncton. Hij behaalde daar een negende plaats. In datzelfde jaar wordt hij opgenomen in de Duitse speerwerpploeg. Bij de Europese kampioenschappen voor neo-senioren (U23) in 2013 won hij een bronzen medaille. Zijn 81,74 m in Tampere werd alleen overtroffen door de Let Zigismunds Sirmais (goud; 82,77) en zijn landgenoot Bernhard Seifert (zilver; 82,42).

### Olympisch kampioen
In 2012 werd Röhler voor de eerste maal Duits kampioen bij de senioren. Deze titel zou hij hierna nog vele malen prolongeren. Op de wereldkampioenschappen van 2015 in Peking wierp hij 87,41 behaalde hiermee een vierde plaats.
Op 29 juni 2016 verbeterde hij in Turku zijn persoonlijk record tot 91,28. Later dat jaar vertegenwoordigde hij zijn land bij de Olympische Spelen van Rio de Janeiro. Met een beste poging van 83,01 in de kwalificatieronde plaatste hij zich voor de finale. Daar wierp hij in zijn beste poging een afstand van 90,30 en versloeg hiermee de Keniaan Julius Yego (zilver; 88,24) en Keshorn Walcott uit Trinidad en Tobago (brons; 85,38). Met zijn prestatie kwam hij dicht in de buurt van het olympisch record, dat sinds 2008 in handen was van de Noor Andreas Thorkildsen met 90,57.

### Eerste in Diamond League
In 2017 begon Röhler het jaar uitstekend door op 5 mei tijdens de eerste Diamond League-wedstrijd van het jaar, de Qatar Athletic Super Grand Prix in Doha, de speer naar 93,90 te gooien. Dat was niet alleen een persoonlijk record, maar ook een verbetering van het Duitse record van 92,60 uit 1996. Bovendien was het de op-één-na beste speerworp van de wereld ooit na de introductie van de nieuwe speer in 1986. Des te frappanter was het, dat hij dat record twee maanden later alweer kwijtraakte aan zijn landgenoot Johannes Vetter, die op 11 juli in Luzern tot 94,44 kwam. Later dat jaar, op de WK in Londen, kon hij zijn nieuw verworven status niet waarmaken, want met een afstand van 88,26 miste hij, net als twee jaar eerder in Peking, het podium en eindigde hij als vierde.
In de Diamond League-serie had hij meer succes, want met een totaal van 30 punten eindigde hij in zijn discipline als eerste. Het was overigens de tweede keer dat hem dit lukte, want in 2014 had hij die serie ook al eens gewonnen.

### Europees kampioen
In 2018 bereikte Röhler een volgende hoogtepunt in zijn atletiekloopbaan door op de EK in Berlijn de gouden medaille in de wacht te slepen. Met zijn 89,17 was hij veel te sterk voor zijn concurrenten, van wie zijn landgenoot Andreas Hofmann met 87,60 nog het dichtst in zijn buurt kwam. De Est Magnus Kirt veroverde met 85,96 het brons. Later, bij de Continental Cup in Ostrava, leverde hij met zijn overwinning bij het speerwerpen een belangrijke bijdrage aan de tweede plaats van de Europese ploeg in de eindrangschikking.

### Overig
Röhler is aangesloten bij LC Jena.
Wegens zijn goede prestaties in de regen kreeg hij de bijnaam Regenwerfer.
In 2017 werd Thomas Röhler tijdens de WK in Londen per 1 januari 2018 in de Atletencommissie van de IAAF gekozen voor de periode van vier jaar. Hij is de eerste Duitse atleet die in deze commissie is gekozen.

## Titels
- Olympisch kampioen speerwerpen - 2016
- Europees kampioen speerwerpen - 2018
- Duits kampioen speerwerpen - 2012, 2013, 2014, 2015, 2016

## Persoonlijk record
| Onderdeel   | Prestatie       | Datum      | Plaats |
| ----------- | --------------- | ---------- | ------ |
| speerwerpen | 93,90 m (ex-NR) | 5 mei 2017 | Doha   |

## Palmares

### speerwerpen
Kampioenschappen
- 2010: 9e WK U20 - 69,93 m
- 2011: 7e EK U23 - 78,20 m
- 2012:  Duitse kamp. - 78,58 m
- 2012: 13e EK - 78,89 m
- 2013:  Europese Wintercup - 81,87 m
- 2013:  EK team - 83,31 m
- 2013:  Duitse kamp. - 83,56 m
- 2013:  EK U23 - 81,74 m
- 2013: 15e in kwal. WK - 74,45 m
- 2014:  Europese Wintercup - 81,17 m
- 2014:  Duitse kamp. - 84,28 m
- 2015:  Europese Wintercup - 81,83 m
- 2015:  Duitse kamp. - 84,73 m
- 2015: 4e WK - 87,41 m
- 2016:  Duitse kamp. - 86,81 m
- 2016: 5e EK - 80,78 m
- 2016:  OS - 90,30 m
- 2017:  Duitse kamp. - 85,24 m
- 2017: 4e WK - 88,26 m
- 2018:  Duitse kamp. - 88,09 m
- 2018:  EK - 89,47 m
- 2018:  Continental Cup te Ostrava - 87,07 m

Diamond League-podiumplaatsen
- 2013:  Bislett Games - 82,83 m
- 2014:  Meeting Areva - 84,74 m
- 2014:  Sainsbury's Glasgow Grand Prix - 86,99 m
- 2014:  DN Galan - 85,12 m
- 2014:  Weltklasse Zürich - 87,63 m
- 2014:   Diamond League - 15 p
- 2015:  Memorial Van Damme - 86,56 m
- 2016:  Shanghai Golden Grand Prix - 85,71 m
- 2016:  Prefontaine Classic - 82,53 m
- 2016:  Bislett Games - 89,30 m
- 2016:  DN Galan - 85,89 m
- 2016:  Meeting de Paris - 84,16 m
- 2016:  Weltklasse Zürich - 86,56 m
- 2016:   Diamond League - 46 p
- 2017:  Qatar Athletic Super Grand Prix - 93,90 m (NR)
- 2017:  Golden Gala - 90,06 m
- 2017:  Herculis - 89,17 m
- 2017:  Weltklasse Zürich - 86,59 m
- 2017:   Diamond League - 30 p
- 2018:  Qatar Athletic Super Grand Prix - 91,78 m
- 2018:  Prefontaine Classic - 89,88 m
- 2018:  Weltklasse Zürich - 85,76 m
- 2018:   Diamond League - 26 p
- 2019:  Herculis - 86,04 m

- Gemeinsame Normdatei: 1080877649
- World Athletics: 14379257
- Virtual International Authority File: 17145244324274480382

1908: Eric Lemming ·
1912: Eric Lemming ·
1920: Jonni Myyrä ·
1924: Jonni Myyrä ·
1928: Erik Lundqvist ·
1932: Matti Järvinen ·
1936: Gerhard Stöck ·
1948: Tapio Rautavaara ·
1952: Cyrus Young ·
1956: Egil Danielsen ·
1960: Viktor Tsyboelenko ·
1964: Pauli Nevala ·
1968: Jānis Lūsis ·
1972: Klaus Wolfermann ·
1976: Miklós Németh ·
1980: Dainis Kūla ·
1984: Arto Härkönen ·
1988: Tapio Korjus ·
1992: Jan Železný ·
1996: Jan Železný ·
2000: Jan Železný ·
2004: Andreas Thorkildsen ·
2008: Andreas Thorkildsen ·
2012: Keshorn Walcott ·
2016: Thomas Röhler ·
2020: Neeraj Chopra ·
2024: Arshad Nadeem